# Germain Horellou
 (mars 2016).
Si vous disposez d'ouvrages ou d'articles de référence ou si vous connaissez des sites web de qualité traitant du thème abordé ici, merci de compléter l'article en donnant les références utiles à sa vérifiabilité et en les liant à la section « Notes et références ».
Germain Horello dit Bleiz Neved, né à Kerlaz (Finistère) en 1864, mort en 1923, est un prêtre et poète breton.
Il est auteur de cantiques, chansons, et de poésies de circonstance utilisées lors des réunions cléricales, écrivant parfois sous le pseudonyme de Bleiz Névet.

## Pour approfondir